# 和泉奈保
和泉 奈保（いずみ なほ、1983年7月31日 - ）は、滋賀県出身のタレント。身長155cm、スリーサイズはB92（Fカップ）,W56,H82。
関西を主に拠点に活動しているアイドル。所属事務所はイエローキャブウエスト。
趣味はギター。特技はカンフー。

## 主な芸歴

### 過去出演番組
- 京都特集 （関西テレビ）
- 『ぷっ』すま （テレビ朝日） 「ギリギリバスト」のコーナーに出演
- おはよう朝日です(2008年4月-ABCテレビ) レポーター
- イエローナイトフィーバー （2005年 - 2006年12月、びわ湖放送）土曜レギュラー
- @あっとてれわか 金曜日 （テレビ和歌山）
- 美しくなりま専科 （2005年4月 - 、U-NET）
- ごきげん!ブランニュ（2007年、ABCテレビ） - 4代目「ごきブラ夏のカバーガール」オーディション、及び同カバーガールの一員として

### 映画
- ガキんちょ☆ROCK （2003年秋）
- 赤龍の女  （2006年10月公開） - 梅花役

### DVD
- DVDマガジン「パチスロ女学院」

### モデル
- Chupa Chapusコンテストグランプリ ファッションショップ『SHIC』モデル（2003年）
- 日刊ゲンダイ（関西版・グラビア）

### その他
- 大阪府「オーパンバル」太田房江知事エスコート役 （2004年）
- 同じ事務所の藤本仁以奈と『なほにいな』結成 （2005年 - ）